# Руски общонароден съюз
Руски общонароден съюз (на руски: Российский общенародный союз) e руска националистическа политическа партия. Тя си поставя като задача, възможно най-бързото възстановяване на единната славянска държава – обединение на Русия, Украйна и Беларус, и предлага тя да се нарича Славянски съюз. Председател на партията е Сергей Бабурин.

## История
Организационният комитет на РОС се образува на 21 септември 1991 година въз основа на парламентарната група „Русия“ в Конгреса на народните депутати и Върховния съвет на РСФСР с участието на депутати от групата „Съюз“ в Конгреса на народните депутати на СССР. Учредителната конференция на РОС е провежда на 26 октомври 1991 година, където Руски общонароден съюз е регистриран като организация. През декември за председател на организацията е избран Сергей Бабурин.
На 17 декември 2011 година Руски общонароден съюз е преобразуван като политическа партия.

## Структура
- Председател: Сергей Бабурин (от 1991 г.)
- Заместник-председатели: Иван Миронов, Сергей Стебанов, Ирина Савелева, Роман Зенцов